# Хатчинсон, Чарльз
Чарльз Хатчинсон (англ. Charles Lawrence Hutchinson; 1854—1924) — американский бизнесмен и банкир, филантроп.

## Биография

### Семья
Родился 7 марта 1854 года в городе Линн, штат Массачусетс, в семье Бенджамина Хатчинсона (1828—1899) и его жены Сары Хатчинсон (урождённой Ingalls, 1833—1909). В 1856 году семья, после краткого пребывания в Милуоки, переехала в Чикаго. Здесь его отец основал компанию Chicago Packing & Provision Co., которая долгое время была в числе ведущих мясоперерабатывающих предприятий США. В 1863 году Бенджамин Хатчинсонон стал одним из директоров банка First National Bank of Chicago, а в 1881 году основал Corn Exchange Bank (который впоследствии был приобретён банком Bank of America). Будучи членом Чикагской торговой палаты, он был известен как один из самых богатых и колоритных спекулянтов города.

### Деятельность
В 1872 году Чарльз окончил государственную школу в Чикаго, после чего вошел в деловой мир в качестве клерка в компании своего отца, став в 1875 году младшим партнером в фирме B.P. Hutchinson and Son. Хотя Хатчинсон не посещал колледж, не говоря об университете, стал попечителем и первым казначеем Чикагского университета. 26 мая 1881 года он женился на Фрэнсис Кинсли (1857—1936), дочери Герберта Милтона Кинсли, успешного повара и ресторатора.
За свой благотворительный вклад в искусство и образование Хатчинсон дважды награждался почетными степенями в университете Тафтса — сначала мастера искусств (1901 год), затем доктора права (1920 год). Он также получил почетную степень магистра искусств Гарвардского университета в 1915 году. За работу в качестве генерального консула Греции во время Всемирной выставки 1893 года в Чикаго, Чарльз Хатчинсон был награждён в 1908 году королем Греции Георгом I нагрудным знаком ордена Спасителя. На этой же выставке он занимал пост председателя Комитета изобразительных искусств.
В 1919 году был удостоен рыцарства от бельгийского короля Альберта I в 1919 году (за работу с бельгийским Комитетом милосердия во время Первой мировой войны). Поддержал создание Лиги Наций.
Чарльз Хатчинсон в 1882 году стал первым президентом Чикагского института искусств и занимал этот пост до своей смерти в 1924 году.
Умер после приступа бронхиальной пневмонии 7 октября 1924 года в чикагском госпитале Presbyterian Hospital; был похоронен на городском кладбище Graceland Cemetery.